# Meine Kinder – mein Glück
Meine Kinder – mein Glück (Originaltitel: Seed) ist ein US-amerikanisches Filmdrama aus dem Jahr 1931 von John M. Stahl mit John Boles und Genevieve Tobin in den Hauptrollen. Der Pre-Code-Film wurde von Universal Pictures produziert und basiert auf dem Roman Seed: A Novel of Birth Control von Charles G. Norris.

## Handlung
Bart Carter hat seinen Traum vom Schreiben aufgegeben, um für einen Verlag zu arbeiten und so seine Frau Peggy und ihre fünf Kinder zu versorgen. Barts alte Flamme Mildred Bronson kehrt nach New York zurück und er erfährt, dass sie die letzten zehn Jahre die Auslandsagentin seines Verlegers in Paris war. Sie begegnen sich wieder und Mildred erfährt, wie er das Schreiben für seine Familie geopfert hat. Bei einem Besuch im Haus der Carters bemerkt Mildred, dass Peggy ihren Mann zugunsten ihrer Kinder vernachlässigt. Kurz darauf wird Bart angewiesen, sich bei Mildred zur Arbeit zu melden. Sie informiert ihn, dass sein Vorgesetzter Bliss einem Arrangement zugestimmt hat, nach dem Bart seinen Roman „Seed“ unter Mildreds Aufsicht schreiben und dabei sein reguläres Gehalt behalten kann. Da sich sein hektisches Privatleben nicht mit seiner Arbeit als Schriftsteller vereinbaren lässt, schreibt Bart tagsüber in Mildreds Wohnung und bleibt oft zum Abendessen. Mildred und Bart verlieben sich bald erneut ineinander. 

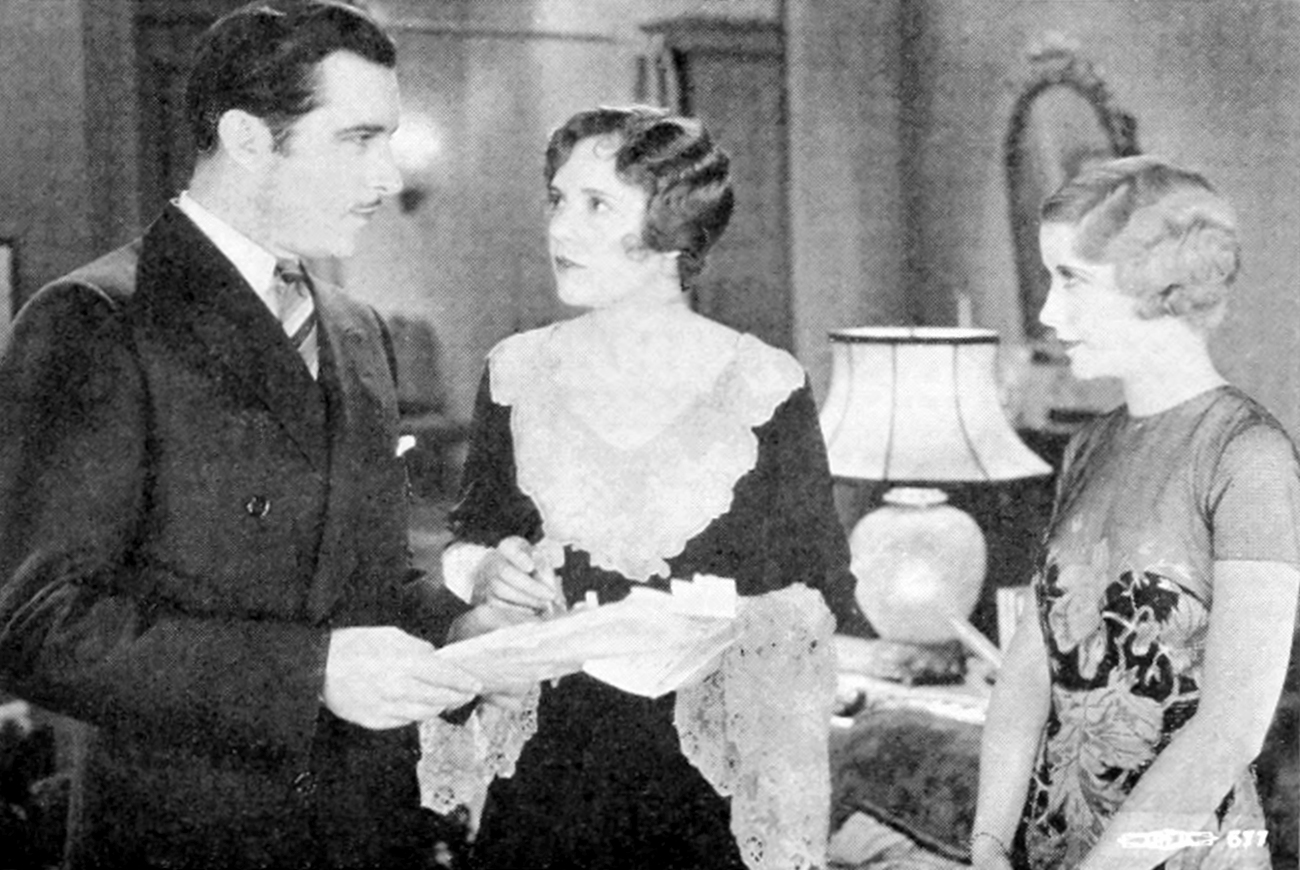
Szenenfoto: John Boles mit Lois Wilson (M.) und Genevieve Tobin

Eines Tages geht Mildred zu Barts Haus, um ihm die Annahme seines Romans zur Veröffentlichung mitzuteilen. Während Bart abwesend ist, warnt Peggy Mildred, dass sie Bart nicht von ihr wegnehmen kann. Um Bart zu ermutigen, zu Hause zu arbeiten, verwandelt Peggy den Dachboden in ein Büro und ermahnt die Kinder, ruhig zu bleiben. Der Geräuschpegel bleibt jedoch unverändert und Bart verliert die Geduld und sagt Peggy, dass die Kinder ihn seinen Ehrgeiz, seine Hoffnungen, seine Jugend und ihre Liebe gekostet haben. Nachdem Bart zu Mildreds Wohnung aufgebrochen ist, schreibt Peggy ihm eine Nachricht, packt ihre Sachen und fährt mit den Kindern los, um zu einem Verwandten zu fahren. Sie verirrt sich jedoch im Regen und merkt, dass sie im Kreis gefahren ist, bis sie am Morgen endlich nach Hause zurückkehrt. Bart findet unterdessen Peggys Nachricht und kehrt zu Mildred zurück. Nachdem sie sich ihre Liebe gestehen, beschließen sie, gemeinsam nach Paris zu fahren. Bart kehrt nach Hause zurück, um ein paar Sachen zu packen, und ist überrascht, Peggy dort vorzufinden. Peggy versucht, ihre Nachricht herunterzuspielen, merkt dann aber, dass Mildred im Auto auf Bart wartet. Sie sagt Bart, dass sie nichts von ihm will, und er geht. 
Peggy eröffnet ein Geschäft und lebt mit den Kindern darüber. Zehn Jahre später ist Bart ein berühmter Autor geworden, und er und Mildred kehren als Ehepaar in die Vereinigten Staaten zurück. Seine inzwischen erwachsenen Kinder sind begeistert, ihren berühmten Vater zu Besuch zu empfangen, und er ist schockiert, als er ihr bescheidenes Zuhause entdeckt, da Peggy ihre Adresse bis vor kurzem vor ihm geheim gehalten hat. Bart bietet an, die Kinder auf eine Schule zu schicken, und alle sind von dieser Aussicht begeistert, außer Peggy, die das Gefühl hat, er nimmt ihr das Einzige, wofür sie in ihrem Leben gearbeitet hat. Die Kinder überzeugen sie jedoch, dass die Schule in ihrem besten Interesse ist, und sie sieht ihnen widerstrebend zu, wie sie am nächsten Tag mit Bart weggehen. Sie hat nur Mildred, die sie tröstet. Mildred versichert ihr, dass sie zwar ihre Kinder verloren hat, diese aber zu ihr zurückkehren werden, während Mildred, die keine Kinder hat, Bart an die Kinder verloren hat und niemanden hat, der ihr helfen kann.

## Hintergrund
Gedreht wurde der Film vom 12. Januar bis zum 4. März 1931 in den Universal-Studios in Universal City.
Die Handlung basiert auf einem Studiodrehbuch. Obwohl der Titel des Romans von Charles G. Norris darauf schließen lässt, dass es in der Geschichte um Geburtenkontrolle geht, wurde dieses Thema im Drehbuch nicht behandelt. 
Einer modernen Quelle zufolge suchte Regisseur John M. Stahl lange nach der Besetzung der Rolle der „Margaret Carter“. Schließlich engagierte er Bette Davis für die Rolle, nachdem er sie in der Kantine des Studios gesehen hatte.

## Veröffentlichung
Die Premiere des Films fand am 11. Mai 1931 statt. 1932 kam er im Deutschen Reich und in Österreich in die Kinos.

## Kritiken
Mordaunt Hall schrieb in der The New York Times, die Handlung sei zweifellos ein interessantes Thema, aber im Film sei es lediglich eine Idee für Erwachsene, die in jugendlicher Form präsentiert werde. Er fand John Boles zu ruhig, um überzeugend zu sein und John M. Stahls Regie einfallslos. Er kam zu dem Schluss, dass es eine träge und oft langweilige Produktion sei, trotz der guten schauspielerischen Leistung von Genevieve Tobin als Mildred, Lois Wilson als Peggy, Zazu Pitts als Dienstmagd und passablen Leistungen einiger der anderen Schauspieler.